# Platysoma baliolum
Platysoma baliolum är en skalbaggsart som beskrevs av Lewis 1889. Platysoma baliolum ingår i släktet Platysoma och familjen stumpbaggar. Inga underarter finns listade i Catalogue of Life.